# Onfroy II de Toron
Onfroy II de Toron, né vers 1117, mort vers 1179, était seigneur de Toron,, connétable du royaume de Jérusalem, fils d'Onfroy Ier de Toron.

## Biographie
Il épousa la fille de Renier Brus, seigneur de Banias. Ce mariage lui apporta Banias qu'il ajouta à Toron. Onfroy devint ensuite châtelain d'Hébron en 1149 quand celui-ci retourna au domaine royal. En 1153, il devint connétable du royaume quand Baudouin III de Jérusalem devint seul régnant après une lutte contre sa mère Mélisende.
Onfroy fut battu par Nur ad-Din à Banias en 1157 et fut assiégé dans le château jusqu'à ce que Baudouin III arrive pour faire lever le siège. La même année, Onfroy vendit Banias et Chastel Neuf aux chevaliers de l'Hôpital (Chastel Neuf fut pris par Nur ad-Din en 1167). Toujours la même année, il participa aux négociations du mariage entre Baudouin III et Théodora, nièce de l'empereur byzantin Manuel Ier Comnène. Onfroy se remaria plus tard à Philippa, sœur de Bohémond III d'Antioche, qui avait eu une liaison avec Andronic Ier Comnène. Il n'eut pas d'enfants de ce second mariage.
En 1173, Onfroy força Nur ad-Din à lever le siège du krak de Montréal en Oultre-Jourdain. En 1176, son importance à la cour diminua, principalement à cause de l'influence d'Agnès de Courtenay, mais il conserva son office de connétable. En 1177, la perte de son influence fut manifeste quand la seigneurie d'Hébron lui fut reprise et donnée à Renaud de Châtillon. Il fut partisan de Raymond III de Tripoli, régent pour Baudouin IV de Jérusalem. Raymond, Onfroy et d'autres étaient de la faction de familles anciennes à la cour, opposés à des nouveaux venus comme Renaud de Châtillon et plus tard Guy de Lusignan.
En 1179, Onfroy fit reconstruire Chastel Neuf qui avait été détruit après plusieurs sièges. Toujours en 1179, il aida à arranger un différend entre les Chevaliers de l'Hôpital et les Templiers. Le 10 mars, il accompagna le roi Baudouin IV lors d'un raid vers Damas. Au retour ils furent attaqués près de Panéas, par un petit détachement musulman. Onfroy II se sacrifia pour sauver la vie du roi et protéger sa retraite ; reculant pas à pas, il fut criblé de flèches par les musulmans qui tirèrent sur lui « comme sur une cible. » Il reçut une flèche en plein visage, deux autres dans la jambe et trois blessures au flanc. Ramené par ses compagnons à Chastel Neuf, il y mourut le 22 avril et fut enterré dans l'église Notre-Dame du Toron,. On l'appelait le bon chevalier. L’historien musulman Ibn al-Athir parlait de lui avec bienveillance : « Il est impossible : de donner une idée de ce qu'était Onfroi. On se servait de son nom comme synonyme de bravoure et de prudence dans la guerre ». De son premier mariage, il avait eu un fils, Onfroy III, décédé en 1173. Ce fut son petit-fils Onfroy IV qui lui succéda.

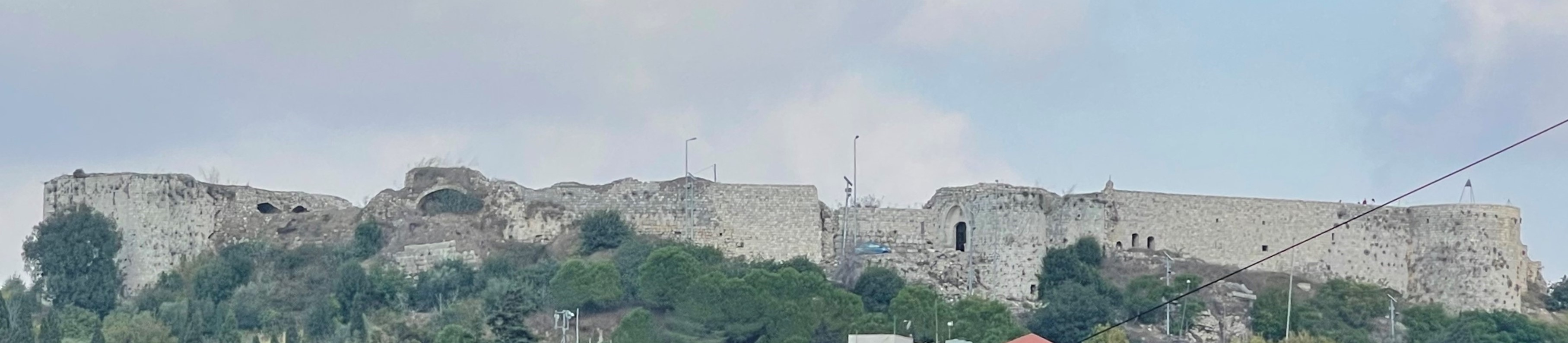
Vue de Toron des Chevaliers à Tibnine depuis le quartier ouest du village.